# Академічна свобода
Академічна свобода — самостійність і незалежність учасників освітнього процесу під час провадження педагогічної, науково-педагогічної, наукової та/або інноваційної діяльності, що здійснюється на принципах свободи слова і творчості, поширення знань та інформації, проведення наукових досліджень і використання їх результатів та реалізується з урахуванням обмежень, встановлених законом.
Академічні свободи — принципи, згідно з якими свобода дослідження у студентів, наукових співробітників та професорсько-викладацького складу вищих навчальних закладів та науково-дослідних організацій необхідна для виконання ними своєї місії. Оскільки навчальні заклади здатні контролювати потоки інформації, вони нерідко зазнають тиску ззовні, наприклад, з боку держави. Коли вчені намагаються поширювати ідеї або інформацію про факти, незручні для влади чи якихось політичних угруповань, вони можуть піддаватися публічному ганьбленню, звільненню, тюремному ув'язненню або навіть смертній карі. Наприклад, коли в Північній Африці професор медицини виявив, що статистика дитячої смертності насправді вища, ніж заявляє уряд, він втратив роботу й потрапив у в'язницю.
Міжнародне об'єднання «Академія за академічні свободи» сформулювало два основних принципи таких свобод:
1. Як всередині, так і за межами навчального закладу або науково-дослідної організації допускається повна свобода ставити будь-які питання та прагнути до істини, в тому числі з приводу суперечливих та непопулярних поглядів, незалежно від того, зачіпає чи ні кого-небудь та чи інша точка зору.
2. Навчальні заклади та науково-дослідні організації не мають права обмежувати академічні свободи для своїх штатних співробітників, а також використовувати їх публічні заяви як привід для дисциплінарних заходів або звільнення.

## Обмеження
Зрозуміло, академічні свободи мають свої межі. В США відповідно до «Заяви про принципи академічних свобод та академічної кар'єри» 1940, професура обмежена в можливості поширювати інформацію, яка не має відношення до їхньої професійної діяльності. У своїх публічних виступах допускається висловлювати особисту думку без огляду на позицію керівництва, але слід при цьому обумовлювати, що виступаючий робить заяву від власного імені, а не від імені своєї установи. Академічна кар'єра також повинна залежати виключно від професійної спроможності, і звільнення може бути пов'язане або з некомпетентністю, або з непристойною поведінкою, що викликає протест з боку всього професорсько-викладацького складу.

## Академічні свободи для професури
Концепція академічних свобод (Lehrfreiheit в Німеччині) — невід'ємна частина академічної культури в Німеччині, Франції, Великій Британії та США. У всіх цих країнах професорсько-викладацький склад може проводити наукові дослідження та публікувати їхні результати без будь-яких обмежень, але щодо викладання є деякі національні особливості.

### У Німеччині
За німецької академічної традиції професура може пропагувати серед студентів свою особисту точку зору і філософські погляди. Тим не менш, за межами навчального закладу поширення своїх поглядів небажане або навіть заборонене. У викладацькій діяльності професор нічим не обмежений і не пов'язаний жодною офіційно затвердженою програмою чи розкладом.

### У Франції
Як і всі державні службовці, професор навчального закладу або науковий співробітник науково-дослідної лабораторії повинен дотримуватися нейтральної точки зору під час виконання своїх службових обов'язків і не виявляти ніяких політичних або релігійних поглядів. Однак академічна свобода університетського професора підтверджена законом і Конституційною радою Франції: «науково-дослідний та професорсько-викладацький штат (університетські професори та їх асистенти) під час своєї дослідницької та викладацької діяльності повністю незалежні та користуються свободою слова з тією умовою, що вони поважають університетські традиції, вимоги закону, принципи толерантності та об'єктивності». Просування по службових сходах у Франції переважно вимагає насамперед рецензування і не зводиться до звичайних адміністративних рішень.

### У США
У Сполучених Штатах основні принципи академічних свобод викладені в «Заяві про принципи академічних свобод та академічної кар'єри» 1940 року, спільно прийнятій «Американською асоціацією університетських професорів» і «Асоціацією американських коледжів» (тепер «Американська асоціація коледжів та університетів»). Згідно з цими принципами, «професорсько-викладацький склад під час виконання своїх обов'язків користується свободою вираження своїх поглядів на предмет». «Заява» дозволяє адміністрації накладати «обмеження на академічні свободи з релігійних та інших питань», що повинно бути ясно вказано в письмовому вигляді під час прийому на роботу. За виконанням цієї угоди стежать шість регіональних уповноважених, що працюють у всіх коледжах та університетах США, включаючи приватні та релігійні навчальні заклади. Усі виявлені випадки порушень підлягають розголосу в засобах масової інформації.

## Академічні свободи для університетів та коледжів
Характерною особливістю англійського університету є його свобода у прийнятті на роботу професорсько-викладацького складу, встановленні стандартів навчання та правил прийому студентів. Цей набір принципів називають інституційною автономією, і він відрізняється від тих свобод, які навчальний заклад дає студентам та викладачам.
В США зміст терміна академічна свобода університету визначений Верховним судом та означає, що університет «сам визначає, хто має право на викладання і на навчання, як слід викладати і як організувати прийом студентів». У 2008 р федеральний суд штату Вірджинія ухвалив, що професура не повинна мати особливих академічних свобод, і всі академічні свободи належать лише навчальному закладу як установі. Суддя, посилаючись на раніше прийняті судові рішення, стверджував, що «немає такого конституційного права на академічну свободу, яке могло б заборонити керівництву (університету) змінити оцінку, дану (професором) одному зі своїх студентів». Однак суд заявив, що слід розрізняти випадки, коли адміністрація примушує викладача змінити оцінку (що явно порушує закон) і коли вона засновує апеляційну комісію, яка може змінити оцінку за підсумками апеляції з боку студента. Це рішення американської академічною громадськістю вважається важливим прецедентом.